# Ucuncha
Ucuncha es una localidad peruana capital del Distrito de Ucuncha en la Provincia de Bolívar del Departamento de La Libertad. Se ubica aproximadamente a unos 454 kilómetros al noreste de la ciudad de Trujillo.  